# Alice Masaryková
Alice Garrigue Masaryková (ur. 3 maja 1879 w Wiedniu, zm. 29 listopada 1966 w Chicago) – czeska działaczka feministyczna i założycielka Czeskiego Czerwonego Krzyża, przewodnicząca I Międzynarodowej Konferencji Opieki Społecznej w Paryżu w 1928 r.

## Życiorys
Córka pierwszego prezydenta Czechosłowacji Tomáša Masaryka i Charlotte Garrigue. Urodziła się w Wiedniu. Do Pragi rodzice przeprowadzili się, gdy miała trzy lata. Tu ukończyła szkołę średnią i rozpoczęła studia. Początkowo studiowała medycynę, po czym zmieniła kierunek studiów i w 1903 roku została absolwentką historii. Ukończyła podyplomowy kurs opieki społecznej w Stanach Zjednoczonych. Pracowała jako nauczycielka w Czeskich Budziejowicach i Pradze. Została uwięziona za działalność zagraniczną ojca podczas I wojny światowej i zwolniona dopiero po interwencji amerykańskiego ambasadora w Wiedniu.
W latach 1918–1919 była członkinią Revoluční národní shromáždění (Rewolucyjnego Zgromadzenia Narodowego Republiki Czechosłowackiej).
6 lutego 1919 roku została powołana przez prezydenta Czechosłowacji na przewodniczącą Czechosłowackiego Czerwonego Krzyża i funkcję tę pełniła do rezygnacji w grudniu 1938 roku. W 1919 roku założyła pierwszą w Czechosłowacji wyższą szkołę socjalną. W 1926 roku z jej inicjatywy zaczęto w Czechosłowacji obchodzić Dzień Matki. Zapoczątkowała również obchodzenie podczas Wielkanocy dwuminutowej ciszy wielkanocnej Czerwonego Krzyża. W 1948 roku przekształcono ten zwyczaj w obchody Międzynarodowego Dnia Czerwonego Krzyża. Równocześnie, aby usunąć konotacje religijne, zmieniono również dzień obchodów na 8 maja.
Po śmierci matki w 1923 roku opiekowała się ojcem do dnia jego śmierci w 1937 roku. W 1939 roku wyjechała do Genewy, gdzie mieszkała jej siostra Olga. Stamtąd razem wyjechały do Stanów Zjednoczonych i tam spędziły wojnę. Otrzymała tytuł doktora honoris causa Uniwersytetu Pittsburskiego. W 1945 roku wróciła do kraju. Po przewrocie komunistycznym w Czechosłowacji i niewyjaśnionej śmierci brata Jana Masaryka wyjechała pod koniec 1948 roku do Szwajcarii, a potem do Wielkiej Brytanii. Od 1950 roku mieszkała w Stanach Zjednoczonych. Zmarła 29 listopada 1966 roku w klinice w Chicago, jej prochy złożono w Mauzoleum Masaryka w Chicago. Z inicjatywy Czeskiego Czerwonego Krzyża urna z jej prochami została sprowadzona do kraju w 1994 roku i złożona w rodzinnym grobie w Lánach.

## Upamiętnienie
- W 1994 roku Czeski Czerwony Krzyż ustanowił medal Alice Masarykovej. Po raz pierwszy przyznano go w 2003 roku[4].